# الدوادمي
الدوادمي إحدى مدن منطقة الرياض، تابعة لمحافظة الدوادمي في المملكة العربية السعودية، وتبعد عن العاصمة الرياض غرباً مسافة 330 كم تقريبا، بلغ عدد سكانها (200,620) نسمة حسب تعداد السعودية 1444هـ/ 2022م.

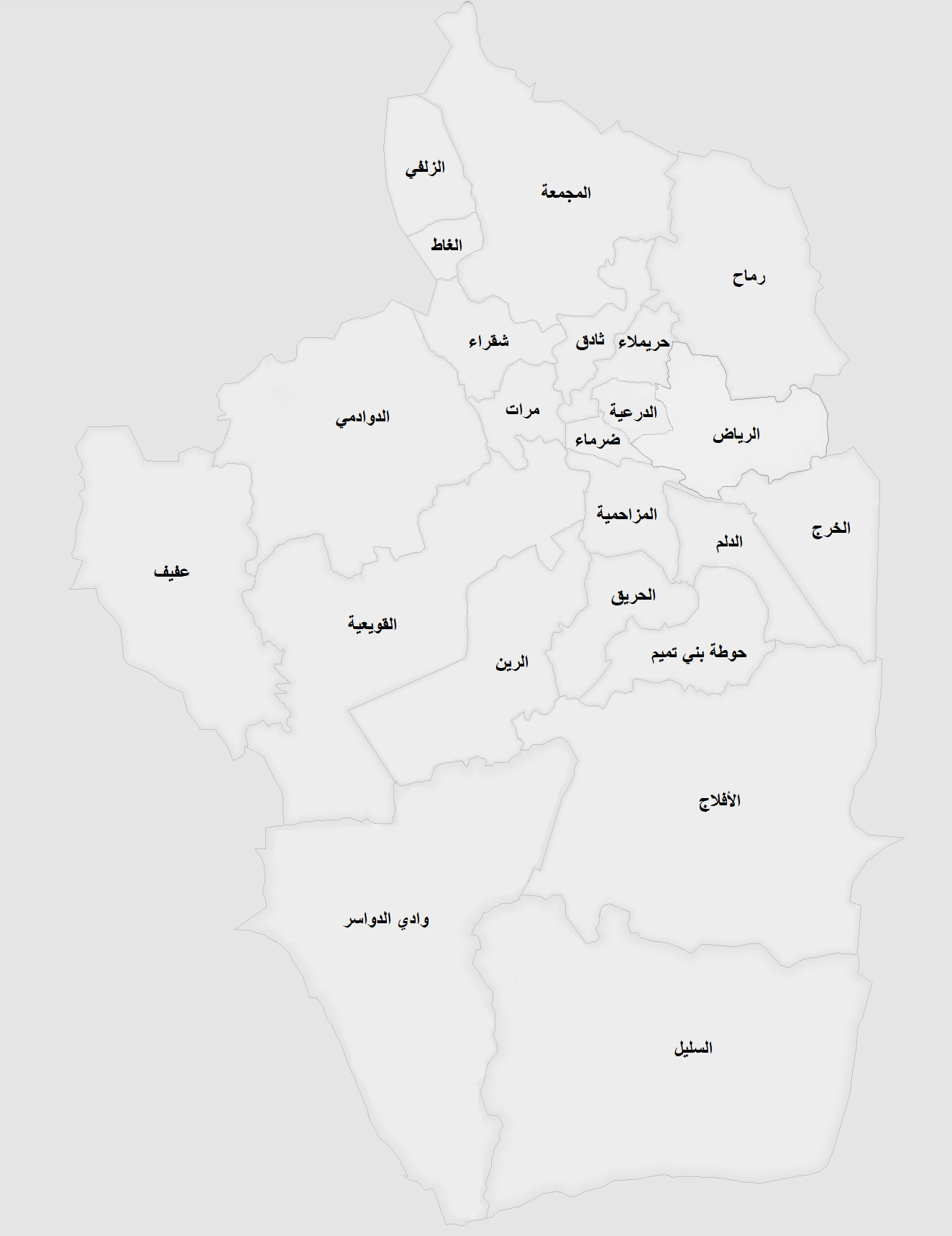
موقع الدوادمي بالنسبة لمنطقة الرياض.

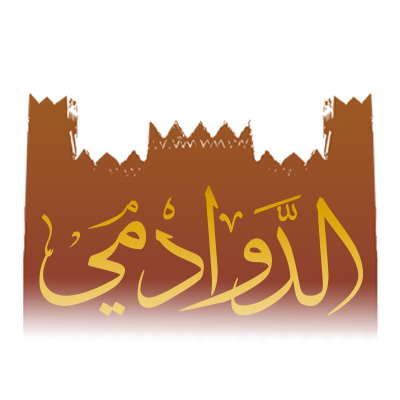
مخطوطة الدوادمي بالخط العثماني ويظهر في الخلفية رسم لقصر الملك عبدالعزيز في الدوادمي

## التسمية
تسمية الدوادمي جاءت متأخرة تاريخياً حيث لم يرد لها ذكر في المعاجم الجغرافية واللغوية المتقدمة مع وجود أسماء لمواضع قريبة من الدوادمي ومحيطة بها أقدم نص ورد فيه ذكر الدوادمي في التواريخ المحلية جاء في حوادث عام 1215هـ/ 1800م عند ابن بشر. وفي سبب تسميتها بالدوادمي أكثر من قول، ويشير فيلبي إلى أن الكتابات السبئية الموجودة في جبل مأسل الجمح غرب الدوادمي - تشير إلى إقليم مودام أو مودام واستنبط أن يكون اسم الدوادمي الأصلي الذي كان يدعى من حيث الأصل (داءِ - ورد) يعني (بئر المرض) ذلك أن مستوطنيه الأولين الذين احتلوا الوادي ماتوا على أثر حمى محلية أصابتهم، ثم حور الاسم إلى دوا - آدمي أي رغبة إنسان.

## الموقع والجغرافيا
تقع مدينة الدوادمي في عالية نجد، وتبعد عن الرياض بنحو 330 كيلاً من الجهة الغربية الشمالية، ويمر بها طريق الرياض - الطائف، وقد كانت تعد نقطة توقف رئيسة للحجاج والمسافرين، خصوصاً بعد أن أمر الملك عبد العزيز ببناء قصر له فيها سنة 1349هـ/ 1930م، وللدوادمي طريقان آخران غير هذا الطريق أحدهما الرياض - القويعية - الرويضة - الشعراء الدوادمي وهو أبعد الطرق، والآخر عرف حديثاً، وهو طريق زراعي يبدأ مع مخرج لبخة وحويته ويقطع نفود السر، ويعد أقصر الطرق بحيث يقرب المسافة من الدوادمي إلى الرياض لتكون 270 كيلاً. أما الموقع الفلكي فتقع الدوادمي على دائرة العرض 30 24 شمالاً وعلى خط طول 24 44 شرقا، وترتفع عن سطح البحر بـ 980 متراً.

## التاريخ
تتسم أراضي محافظة الدوادمي بخصوبة الأرض، ووفرة المياة، مما جعل منها منطقة رعي وتحطيب تتنافس عليها القبائل، وقد أسهم موقع المحافظة وتوسطه من الجزيرة العربية، والتقاء طرق عدة على أراضيه على لفت الأنظار إليه، والتنافس على استغلال موارده والاستفادة من موقعه.

## تأسيسها
أما تاريخ الدوادمي فإنه يبدأ مع تأسيسها في النصف الثاني من القرن الثاني عشر الهجري، أسسها العتبان،{{بحاجة لمصدر}} ومدينة الدوادمي غنية بآثارها القديمة، وغالباً ما ترتبط بمعركة تاريخية، أو أثر تاريخي أو تكوين صخري، ومن أهم هذه المواقع: هضبة جبلة والتي تبعد عن الدوادمي (70) كم، هضاب البكري في شمال غرب المحافظة والتي امتد إليها حمى ضرية، قصر الملك عبد العزيز غرب مدينة الدوادمي، برك طخفة وآبارها على طريق الحج البصري، النقوش والكتابات في جبال ثهلان ومصيقرة والظعينة وصافية وخنوقة والبكري وكبشات، النقوش والمستوطنات في أشقر البراقة وتمتد على نطاق أكثر من 20 كم جنوب غرب المحافظة، مناطق التعدين القديمة في الكوكبة (سمرة) وجبال الهايش في منطقة عكاش القديمة لاستخراج الفضة، آثار السدرية (تعدين واستيطان) وأرى أنها هي التي كانت تسمى حظيّان، آثار معدن الأحسن وتمتد من البجادية حتى جنوب أشقر البراقة ومعظمها لتعدين الذهب، آثار أضاخ (تعدين واستيطان) وهي التي كانت تسمى معدن البرم، آثار معدن النجادي في جبل حليت شمال غرب المحافظة وهو معدن ذهب بدئ العمل فيه أيام الدولة الأموية وفيه قرية ومنبر كانت تُعد من أعمال المدينة المنورة، الأنصاب المغليثية في هضاب مجيرة، مقالع الرخام من جبل خنوقة وجبل الخوار، مقاطع الجرانيت في جبال البكري وذريع.

## المناخ السائد
تقع مدينة الدوادمي على خط طول (44:50) شرق خط جرينتش، وعلى درجة عرض (24:29) شمال خط الاستواء، وترتفع عن سطح البحر بتسعمائة وأربعين متراً (940 م) فوق سطح البحر، وهذا الارتفاع جعل مناخها معتدلاً وصحياً، وقد وصفها ابن خميس بقوله: وتتربع الدوادمي على شكل هضبة في مكان فسيح وجوها لطيف ومعتدل، ويكثر فيها شجر الرمث حواليها وتقع في أجمل المراتع وأمرئها...الخ.

## الاقتصاد والحرف السائدة
يمتهن سكان الدوادمي العديد من الحرف والأعمال، ومن أهم هذه الحرف الزراعة والتجارة والرعي والصناعة.

### الزراعة
ساعد على ازدهار الزراعة افتتاح مكاتب للبنك الزراعي العربي السعودي، وأول مكتب افتتح في الدوادمي عام 1380 هـ، وبعدها افتتح مكتبان في نفي وساجر.
وتقدم هذه المكاتب إعانات وقروضاً للمزارعين طويلة الأجل، وقصيرة الأجل

## الوصول إلى الدوادمي
الطريق الرئيسي وهو طريق مزدوج باتجاهين ويمر بالمدن والهجر التالية: قصور آل مقبل > المزاحمية > تبراك > القويعية -> مزعل > فيضة المفص > الحفيرة > الدوادمي.
وهناك عدة طرق أخرى تؤدي إلى محافظة الدوادمي قادما من العاصمة الرياض:
1. طريق حريملاء ويمر بالمدن والهجر التالية: صلبوخ > حريملاء > رغبه -> القصب > شقراء > المحمديه > الدوادمي.
2. طريق ضرما ويمر بالمدن والهجر التالية: قصور المقبل > ضرما > مرات > ثرمداء > شقراء > المحمديه > الدوادمي.
3. طريق دوله الكويت الدوادمي عفيف مكه المكرمه ويمر بالمدن والهجر التالية : منفذ الرقعي الحدودي > حفر الباطن > ام الجماجم > الارطاويه > المجمعه > وشي > اشيقر > شقراء > المحمديه > الدوادمي.
4. طريق مزعل 2 ويمر بالمدن والهجر التالية: قصور المقبل > المزاحمية > تبراك > القويعية > مزعل > فيضه المفص > ماسل > عريده > الدوادمي.
5. طريق (القصيم ) ويمر بالمدن والهجر التالية: بريده او عنيزه > بوابة القصيم من الجهة الجنوبية (المذنب) > (المربع) > وثيلان > (عين الصوينع) > (جفن) > (السكران) > (ساجر) > (عسيلة) > (أرطاوي الرقاص) > (العطاوي) > (خف) - > (الخفيفية) > (المحمدية) > الدوادمي
6. طريق الرويضة ويمر بالمدن والهجر التالية: قصور المقبل > المزاحمية > تبراك > القويعية > مزعل > الرويضة > عروى > الشعراء -> الدوادمي
7. طريق (الرس) ويمر بالمدن والهجر التالية : الرس > دخنة > الغيدانية > نفي > خذ يسار من الدوار الثاني > عرجاء > الدوادمي.
8. طريق (ارطاوي الحماميد الحيد القديم، الحيد الجديد): ويمر بـ ارطاوي الحماميد > العبل > الحيد -> عرجاء > الدوادمي.

## تكنولوجيا
في 26 يناير 2019، أعلنت السعودية بدئها برنامجاً لإنتاج الصواريخ البالستية، وقاعدة لإطلاقها في الدوادمي.